# Milentija
Milentija (em cirílico: Милентија) é uma vila da Sérvia localizada no município de Brus, pertencente ao distrito de Rasina. A sua população era de 184 habitantes segundo o censo de 2011.

## Demografia
| 1948 | 1953 | 1961 | 1971 | 1981 | 1991 | 2002 | 2011 |
| ---- | ---- | ---- | ---- | ---- | ---- | ---- | ---- |
| 344  | 355  | 329  | 284  | 246  | 229  | 184  | 184  |